# IC 1165
IC 1165 ist ein interagierendes Galaxienpaar im Sternbild Herkules am Nordsternhimmel.
Entdeckt wurde das Objekt am 1. August 1891 vom französischen Astronomen Stéphane Javelle.